# Portet-d’Aspet
Portet-d’Aspet település Franciaországban, Haute-Garonne megyében. Lakosainak száma 62 fő (2022. január 1.). Portet-d’Aspet Galey, Saint-Lary, Boutx, Herran, Milhas és Razecueillé községekkel határos.

## Népesség
A település népességének változása:
| Lakosok száma | 114  | 65   | 75   | 71   | 73   | 72   | 64   | 61   | 59   | 62   |
|               | 1968 | 1982 | 1990 | 2006 | 2013 | 2015 | 2017 | 2019 | 2020 | 2022 |